# Al Kooper
Ne pas confondre avec Al Cooper, saxophoniste fondateur des Savoy Sultans.
Al Kooper (de son vrai nom Alan Peter Kuperschmidt, né le 5 février 1944 à Brooklyn, New York, États-Unis) est un auteur-compositeur-interprète américain. Il débute comme guitariste, puis passe ensuite aux claviers et devient également producteur.

## Biographie
Al Kooper est né Alan Peter Kuperschmidt. Il grandit dans une famille juive à Hollis Hills, Queens.
Il entame sa carrière de guitariste professionnel dès l'âge de 14 ans et connaît un premier succès avec son hit Short Shorts et le groupe The Royal Teens. Des producteurs le remarquent et lui demandent de devenir musicien de studio. Il y apprend à lire et écrire la musique, devenant un accompagnateur des plus appréciés. Il a ainsi, en 1965, l'occasion de participer à l'enregistrement de Like a Rolling Stone de Bob Dylan, morceau pour lequel il espérait jouer de la guitare jusqu'à ce qu'il découvre que le groupe comporte déjà Mike Bloomfield comme guitariste. Il a alors l'idée de proposer une partie d'orgue Hammond, instrument dont il n'avait jamais joué auparavant. Son jeu d'orgue sur ce morceau lui vaudra de figurer en tant qu'organiste sur la quasi-totalité de l'album Highway 61 Revisited. La même année, il participe à la fondation du groupe The Blues Project. En 1966, il retrouve Dylan pour être, en compagnie de Robbie Robertson, son intermédiaire auprès des musiciens de studio de Nashville lors des sessions de Blonde on Blonde. Mais Kooper a d'autres projets musicaux : un groupe où les cuivres joueraient le même rôle que les guitares, qui mêlerait au Rock et au Blues des inspirations venues du Jazz. En 1967, il fonde Blood, Sweat and Tears, groupe avec lequel il n'enregistre cependant qu'un seul album, The Child is father to the man.
À partir de 1968, il entame une carrière solo, tout en poursuivant son activité de musicien de studio. Il participe durant cette époque à des centaines d'enregistrements pour les plus grandes vedettes, entre autres, The Rolling Stones, Jimi Hendrix, Cream, The Who, Bob Dylan, B.B. King. Il mène en même temps une activité de directeur artistique et de producteur, qui lui  permet notamment de découvrir et de faire connaître aux États-Unis The Zombies en obtenant que Time of the Season de l'album Odessey and Oracle sorte en 45 tours aux États-Unis, et de lancer la carrière de Lynyrd Skynyrd, par son implication majeure sur leurs trois premiers albums.

## Discographie solo
- I Stand Alone (1968)
- Super Session (1968) avec Mike Bloomfield et Stephen Stills
- The Live Adventures of Mike Bloomfield and Al Kooper (1969)
- Kooper Session (1969) avec Shuggie Otis
- You Never Know Who Your Friends Are (1969)
- Easy Does It (1970)
- New York City (You're A Woman) (1971)
- A Possible Projection of the Future / Childhood's End (1972)
- Naked Songs (1973)
- Act Like Nothing's Wrong (1976)
- Championship Wrestling (1982)
- Rekooperation (1994)
- Soul of a Man: Al Kooper Live (1995)
- Rare and Well Done (2001)
- Fillmore East: The Lost Concert Tapes 12/13/68 (2003) Al Kooper/Mike Bloomfield
- Black Coffee (2005)
- White Chocolate (2008)

DVD
- Al Kooper & the Rekooperators (2006)